# De Nachtdienst
De Nachtdienst was een Nederlands radioprogramma van de AVRO dat van 1982 tot en met 3 augustus 2008 bestond. Het was een vervolg op AVRO's Service Station, dat in 1979 begon.
De Nachtdienst werd elke zondagmorgen uitgezonden van 1.00 tot 7.00 uur op Radio 1.

## Presentatie
Het programma werd gepresenteerd door achtereenvolgens Edwin Rutten, Karel van de Graaf, Meta de Vries, Fred Oster, Aldith Hunkar, Els Smit, Hettie Lubberding, Dick Klees, Astrid de Jong, Wim Rigter, Roeland van Zeijst en Martijn Rosdorff.

## Formule
Het programma werd groot door de formule waarin bellers allerhande vragen konden stellen over ieder denkbaar onderwerp, waarna deze vragen door andere luisteraars uit hetzij eigen, hetzij encyclopedische kennis beantwoord werden. Van tijd tot tijd werden er ook experts uitgenodigd in de studio om antwoord te geven op vragen betreffende hun vakgebied. Aan het begin van ieder uur las de presentator/trice een cryptogram voor, het zogenaamde nachtdienstcryptogram. Tot het einde van dat uur mochten luisteraars en chatters het cryptogram proberen op te lossen. Aan het eind van het uur werden de winnaars bekendgemaakt. De te winnen prijs was een cryptogrammenboekje. Tevens werd er een aantal (meestal op de vragen toepassing hebbende) muzieknummers afgespeeld in elk uur.

### Chat
Al vóór 2000 werd aan De Nachtdienst een chat op internet gekoppeld, aanvankelijk enkel via IRC-clients, zoals mIRC, later ook via (een java-applet op) de website van de AVRO. Via de chat debatteerde een relatief vaste groep internetters over de uitzending, gaf antwoorden op de luisteraars-vragen en oplossingen voor het cryptogram. De presentator volgde de chat.

### 25-jarig jubileum
Op 16 december 2007 werd zes uur lang het 25-jarig bestaan gevierd. Hierbij waren vroegere experts zoals Jan Kuitenbrouwer (taal) en Henk Lommers (dieren) te gast. Er traden muzikanten op zoals Alain Clark en Blinde Ed. Oudgedienden zoals Roeland van Zeijst en Hettie Lubberding presenteerden mee.

### Aanpassingen
De komst van internet, met name van websites als Google en Wikipedia, resulteerde erin dat zelfs de lastigste vragen binnen een handomdraai te beantwoorden vielen. Daarom zag de programmaredactie zich genoodzaakt het programmaformat te wijzigen, tot ongenoegen van sommige vaste luisteraars. Sinds februari 2008 bestond het programma uit twee delen. In het eerste deel (van 1.00 tot 4.00 uur) konden luisteraars bellen met hun eigen verhaal dat overal over mocht gaan. Het tweede deel (van 4.00 tot 7.00 uur) had nog dezelfde opzet als vroeger: vragen en antwoorden, afgewisseld met muziek en ieder uur het nachtdienstcryptogram.

## Opvolgers

### De Nachtdienst
De directe opvolger van Nachtdienst heette De Nachtdienst. Het programma greep terug op de oervorm, een klassiek talk-radioprogramma met een generiek thema en verhalen van luisteraars. Het deel van 1.00-4.00 uur werd het best beluisterde nachtprogramma van de week van alle radiozenders. Onder meer door de komst van nieuwe toetreders en een herverdeling van zendtijd binnen het omroepbestel, moest de AVRO een aantal titels inleveren, waaronder De Nachtdienst. Het programma werd gepresenteerd door Johan Doesburg (1.00-4.00 uur) en Astrid de Jong (4.00-7.00 uur). Invallers waren Martijn Rosdorff, Marjolein Dekkers, Marcel Kuijer en Roosmarijn Reijmer.

#### Laatste De Nachtdienst
Op 29 augustus 2010 werd de laatste aflevering van De Nachtdienst uitgezonden. Deze uitzending werd live verzorgd vanaf camping Zeeburg in Amsterdam. Luisteraars waren uitgenodigd om de laatste uitzending bij te wonen. Het werd een feestelijk programma waarin alle herinneringen nog eens werden bovengehaald. Tegen het einde was er een optreden van muzikant Geert Leurink (zang, gitaar), regisseur Peter Belt (bas) en AVRO radiodirecteur Koop Geersing (toetsen) met het nummer de Nachtdienst blues. In de laatste minuten van het programma werd het kampvuur van De Nachtdienst letterlijk gedoofd.

### Nachtzuster
In september 2010 nam Omroep MAX het oude format van De Nachtdienst over, met in het laatste uur een cryptogram. Astrid de Jong presenteerde dit programma onder de naam Nachtzuster tot en met 2018 in de nacht van donderdag op vrijdag op Radio 1 van 2.00 tot 6.00 uur, vanaf 2019 in de nacht van vrijdag op zaterdag. De herkenningsmuziek van het programma is het muzieknummer Nachtzuster van de band Doe Maar. Bij het programma Nachtzuster is ‘nachtbroeder’ Ron Vergouwen De Jongs vaste vervanger.
Zowel dit programma als De Jong zelf werden in 2017 genomineerd voor de Zilveren Reissmicrofoon.

### Bureau Kijk in de Vegte
Per januari 2015 heeft ook de KRO-NCRV op NPO Radio 2 met het programma Bureau Kijk in de Vegte de oude formule van De Nachtdienst grotendeels overgenomen waarbij luisteraars vragen kunnen stellen. In dat programma gaat echter de redactie zelf op zoek naar andere luisteraars die de vragen kunnen beantwoorden.